# Mierovo
Mierovo (Hongaars: Béke, Duits: Krotendörfl) is een Slowaakse gemeente in de regio Trnava, en maakt deel uit van het district Dunajská Streda.
Mierovo telt 441 inwoners.